# Seznam českých velvyslanců ve Spojeném království
Seznam českých velvyslanců ve Spojeném království obsahuje vedoucí diplomatické mise České republiky ve Spojeném království Velké Británie a Severního Irska. 
V rámci historických kontaktů se významným stal sňatek Anny České, která se roku 1382 vdala za anglického krále Richarda II. Princezna Alžběta Stuartovna se pak v roce 1613 stala manželkou Fridricha Falckého, který roku 1619 usedl na český trůn. Již v závěru první světové války uznala Velká Británie deklarací své vlády z 9. srpna 1918 Československou národní radu jako základ budoucí československé vlády. Nejednalo se však o diplomatické uznání. Na základě deklarace pak byla 3. září téhož roku podepsána bilaterální dohoda, kterou britský kabinet uznal právo účasti národní rady na mírových konferencích spojenců a ustavení československého diplomatického zástupce v Londýně. Roku 1919 se prvním takovým vyslancem stal Štefan Osuský. Česká republika navázala v lednu 1993 se Spojeným královstvím na předchozí diplomatické styky československého státního útvaru.

## Velvyslanci České republiky
- 1993–1997, JUDr. Karel Kühnl
- 1997–2003, PhDr. Pavel Seifter
- 2003–2005, Mgr. Štefan Füle
- 2005–2009, JUDr. Jan Winkler
- 2009–2015, Michael Žantovský
- 2015–2021, Libor Sečka
- od 2021, Marie Chatardová